# 爪黃飛電
爪黃飛電，為歷史小說《三國演義》虛構的馬匹，不見於正史記載中。

## 《三國演義》記載
爪黃飛電為曹操的座騎，在曹操打敗呂布後首次登場。由於氣質高貴，曹操很少騎牠出征。此外，爪黃飛電亦是三國四大名駒之一，與赤兔、的盧及絕影齊名。

## 現代文化中的運用
1995年香港商人周南首次當馬主，他原欲將購入的競賽馬命名為「爪黃飛電」，但因他秘書的失誤，遞交的申請寫成「爪皇飛電」。其後他將錯就錯，購入的馬匹名稱都以「爪皇」開首，形成「爪皇」系競賽馬，其中爪皇凌雨曾膺香港馬王。周南的兒子周永健後來亦成為馬主，2013年他以正確名稱「爪黃飛電」為名下一匹競賽馬命名。

## 外部連結
- 爪黃飛電 （页面存档备份，存于）

{{Navbox
|name = 三國名駒
|title = 三國名駒
|state = autocollapse
|listclass = hlist
|group1 = 四大名馬
|list1 = 赤兔  · 爪黃飛電  · 的盧  · 絕影
|group2 = 其他
|list2 = 白鵠（白鶴）  · 黃耳  · 紫騂  · 驚帆  · 玉追（豹月烏）  · 白鶻